# IC 2640
IC 2640 је елиптична галаксија у сазвјежђу Лав која се налази на листи објеката дубоког неба у Индекс каталогу.
Деклинација објекта је + 10° 59' 50" а ректасцензија 11h 14m 5,5s. Привидна величина (магнитуда) објекта IC 2640 износи 15,2 а фотографска магнитуда 16,2.